# Therese Bengtsson
Therese Bengtsson (* 13. Februar 1979 in Eslöv) ist eine ehemalige schwedische Handballspielerin.

## Karriere
Die 1,87 m große Torhüterin spielte anfänglich in ihrer Heimat, wo sie zweimal die Meisterschaft gewann. Nachdem sie für den norwegischen Verein Bjørnar Håndball aktiv gewesen war, spielte sie in der Saison 2007/08 beim deutschen Verein HC Leipzig, mit dem sie 2008 im DHB-Pokal triumphierte. In der Saison 2008/09 spielte sie wieder in Schweden bei Team Eslövs IK. Anschließend beendete sie ihre Karriere. In der Saison 2016/17 lief sie nochmals für Team Eslövs auf.
Bengtsson bestritt 33 Partien für Schweden. Mit dem Drei-Kronen-Team belegte sie bei den Europameisterschaften 2006 im eigenen Land den sechsten Platz und qualifizierte sich außerdem für die Olympischen Sommerspiele 2008.